# Agustín Valladolid Jiménez
Agustín Valladolid Jiménez (Madrid, 20 de agosto de 1956) es un periodista español.

## Reseña biográfica
Agustín Valladolid Jiménez es licenciado en Ciencias de la Información, rama de Periodismo, por la Universidad Complutense de Madrid, y ha desarrollado su carrera tanto en medios de comunicación como en el área de la comunicación institucional.
Con apenas 23 años (1979-1982), formó parte de la Oficina de Información de Presidencia del Gobierno (Área de Prensa Internacional), siendo Adolfo Suárez presidente.
En la década de los 80, fue director de la revista Actual, corresponsal político y redactor jefe de la revista Tiempo y colaborador de distintos medios escritos y audiovisuales: Antena 3, Cadena SER, etc.
También fue asesor de Comunicación del Ministerio de Transportes, Comunicaciones y Turismo (1986) y —de julio de 1988 a mayo de 1994— fue director general de Relaciones Informativas y Sociales y portavoz del Ministerio del Interior, liderando los equipos que diseñaron los planes de comunicación en materia de seguridad de los Juegos Olímpicos de Barcelona 92 y la Expo de Sevilla de ese mismo año.
Con posterioridad (1995-2000), fue director de la agencia de noticias OTR Press, director de Coordinación Editorial de Grupo Zeta y, sucesivamente, director de los semanarios del grupo: Interviú y Tiempo.
En 2000, promovió, como socio fundador y director del equipo de redacción y de gestión, el lanzamiento del diario digital El Confidencial.
En los últimos años, desarrolló su actividad en distintos grupos editoriales, manteniendo colaboraciones periodísticas regulares con distintos medios como CNN + o Punto Radio. Hasta 2018 fue columnista del semanario Tiempo y del diario digital Vozpópuli.
Entre noviembre de 2018 y septiembre de 2019, desempeñó labores de asesoría de Comunicación en la Mutualidad General de Funcionarios Civiles del Estado (MUFACE).
Hasta abril de 2024 ha ocupado el cargo de director de Relaciones Institucionales del diario digital Vozpópuli, en el que sigue colaborando como comentarista político, al igual que en la cadena de radio Onda Madrid.
Valladolid también es miembro de la Asociación de la Prensa de Madrid y de la Asociación de Periodistas Europeos y presidente del Grupo periodístico “Larra”.